# Melanchra albirena
Melanchra albirena là một loài bướm đêm trong họ Noctuidae.